# Храм Архистратига Михаила (Новосибирск)
Храм во имя Архистратига Михаила — православный храм на территории микрорайона ОбьГЭС в Советском районе Новосибирска.
Является главным храмом мужского епархиального Иоанно-Предтеченского монастыря.

## Старый храм
Ещё до появления в 1990-х годах нового храма здесь существовала деревянная церковь, построенная в 1914 году (по другим данным — в 1913 году) в Нижнечемской деревне, располагавшейся на территории современного микрорайона ОбьГЭС. Также, как и современный храм, она была названа в честь Архистратига Михаила.
В 1935—1937 годах церковь была закрыта, в 1940 году постановлением Новосибирского облисполкома № 91 её здание передали клубу, а в 1953 году во время создания площадки под строительство плотины Новосибирской ГЭС она была разобрана. Из брёвен бывшей церкви в посёлке Коммуна построили клуб.

## Новый храм
В 1992 году с благословения епископа Новосибирского и Бердского Тихона (Емельянова) на ОбьГЭСе начали создавать православную общину. Протоиерея Александра Новопашина временно назначили председателем приходского совета. Тихон обратился в городской архив, чтобы узнать имя разрушенного храма, и выяснил, что он был назван в честь Архистратига Михаила и располагался слева от плотины за барельефом.
В 1993 году под строительство храма выделили территорию в 0,43 га.
В мае 1996 года епископом Новосибирским и Бердским Сергием (Соколовым) был освящён закладной камень большого храма. В течение всего лета велось строительство малого храма, трапезной, был заложен также фундамент нового храма. В сентябре 1996 года богослужение проводилось уже в малом храме, который в 1997 году был расширен, в этом году было построено также двухэтажное здание, в котором разместились воскресная школа, трапезная, библиотека и хозяйственные помещения.
В апреле 1999 года для храма отцом Валерием были привезены с Урала шесть колоколов, кроме того, летом этого года начали строить стены для нового храма.
В сентябре 2000 года были установлены позолоченные купола с крестами.
Летом 2001 года в Санкт-Петербурге был заказан иконостас, который доставили 8 мая 2003 года.

### Освящение храма
29 июня 2003 года архиепископ Новосибирский и Бердский Тихон освятил храм. На торжественной церемонии присутствовали священники и монахи, областные и городские руководители: губернатор Новосибирской области Виктор Толоконский, мэр Новосибирска Владимир Городецкий и т. д. После освящения владыка Тихон наградил людей, принимавших участие в создании храма. От имени Патриарха Московского и всея Руси Алексия II Марию Николаевну Дольникову наградили орденом равноапостольной княгини Ольги III степени, другим лицам вручили грамоты.

### Стиль
Храм был построен в стиле новгородских, псковских и московских храмов XVI—XVII веков.

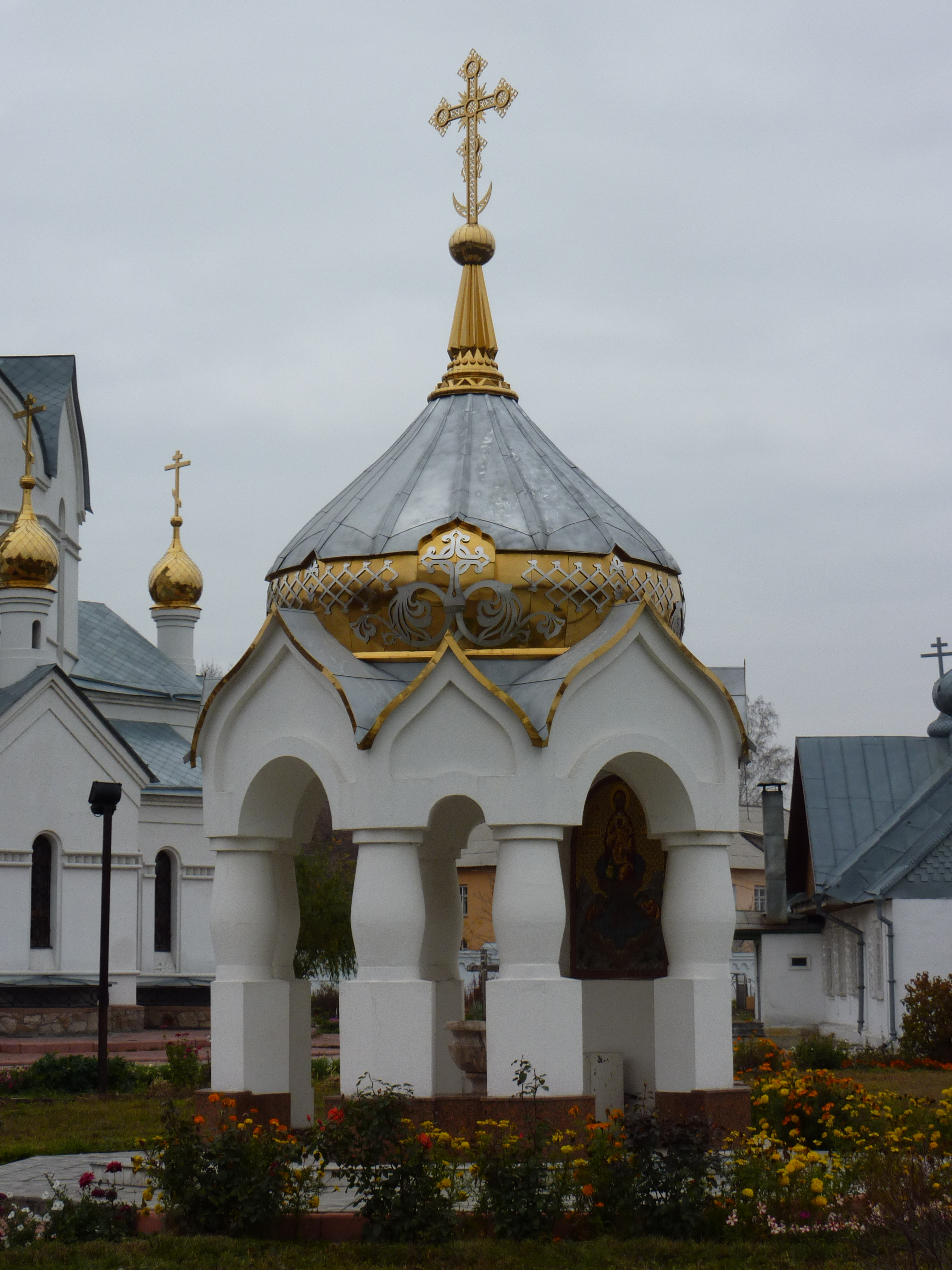
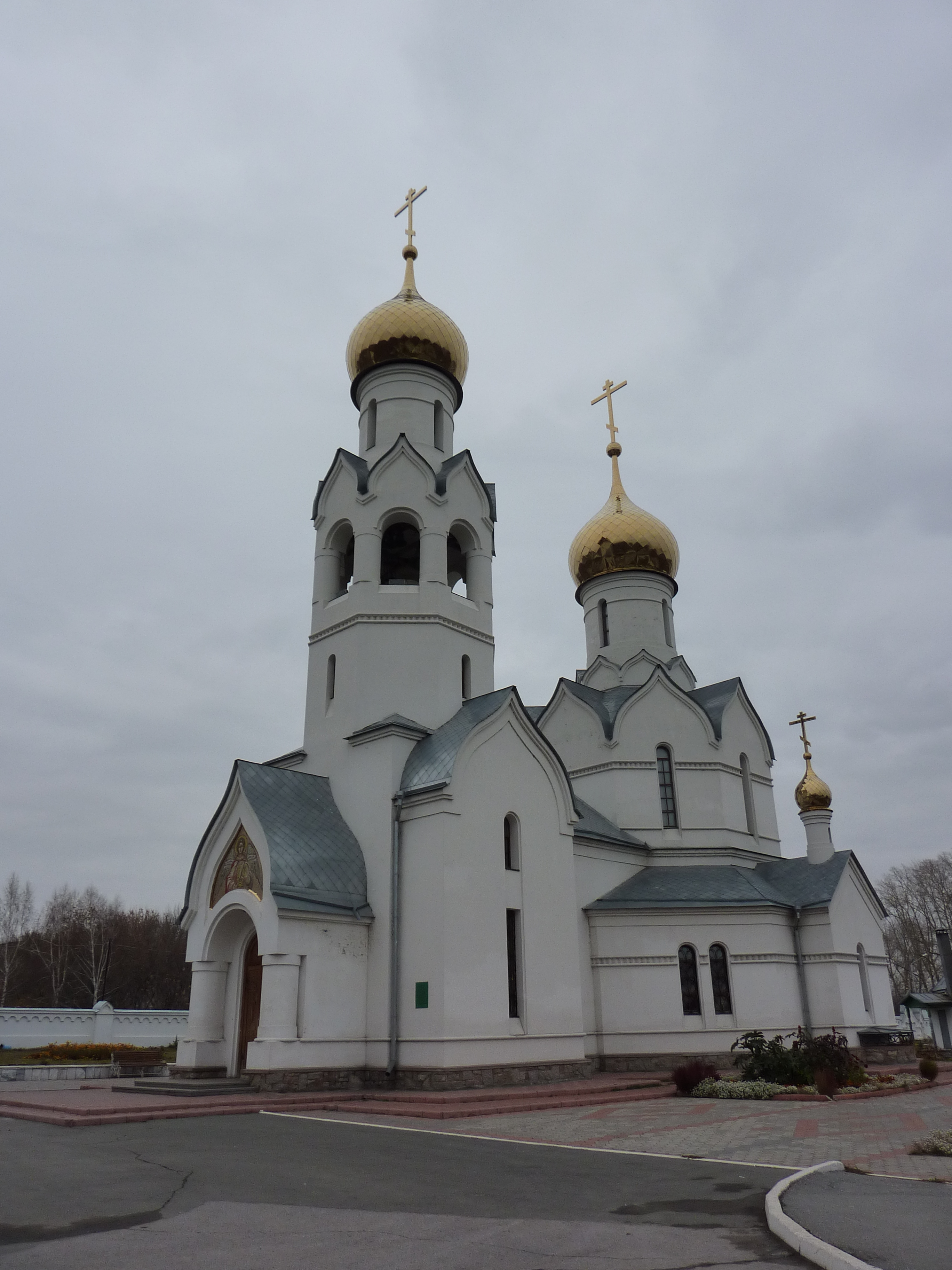

## Преобразование в монастырь
27 марта 2007 года на этом месте решением Священного Синода Русской Православной Церкви, журнал № 34, был образован епархиальный мужской монастырь во имя святого Иоанна Предтечи и храм вошел в его состав.
С 6 января 2013 года настоятелем епархиального мужского монастыря во имя святого Иоанна Предтечи назначен игумен Александр (Чебанов).
В настоящее время монастырь имеет два храма: вышеуказанный новый храм в честь Архистратига Михаила и храм в честь рождества Иоанна Предтечи (старый храм).